# Књижевно-духовни сусрети „Костолачка жишка”
Књижевно-духовни сусрети „Костолачка жишка” је културна манифестација која се од 2007. године одржава у Костолцу.
Прве сусрете организовали су Клуб љубитеља књиге „Мајдан”, Народна библиотеке „Илија М. Петровић“ Пожаревац – Одељење Костолац и Црква Светог Максима Исповедника, а под покровитељством тадашње МЗ Костолац. Одржавају се у данима славе Светог Ћирила и Методија, од 21. до 24. маја, у порти костолачке цркве.
Од оснивања „Костолачка жишка“ нуди богат културни програм. Први дан манифестације, под називом „Песници деци и деца песници”, посвећен је деци и дечијем стваралаштву. Разноврстан програм прати други дан сусрета, који  је резервисан за промоције часописа и књига, као и за богат музички програм. Завршни, трећи дан манифестације започиње Светом литургијом, а наставља се отварањем изложбе слика и фотографија са религиозном тематиком. „Азбуковање духа” је завршни програм ове манифестације, који почиње беседом о неговању српске књижевности, писмености, културе и духовности, а завршава се промоцијом поезије песника, како из наше земље, тако и песника из осталих словенских земаља.